# Guifeng (köpinghuvudort i Kina, Jiangxi Sheng, lat 28,33, long 117,37)
Guifeng (kinesiska: 圭峰) är en köpinghuvudort i Kina. Den ligger i provinsen Jiangxi, i den sydöstra delen av landet, omkring 150 kilometer öster om provinshuvudstaden Nanchang. Antalet invånare är 26 269. Befolkningen består av 12 085 kvinnor och 14 184 män. Barn under 15 år utgör 25,0 %, vuxna 15-64 år 66 %, och äldre över 65 år 7,0 %.
Runt Guifeng är det ganska tätbefolkat, med 214 invånare per kvadratkilometer. Närmaste större samhälle är Guixi, 16,2 km väster om Guifeng. I omgivningarna runt Guifeng växer i huvudsak blandskog.
Genomsnittlig årsnederbörd är 2 741 millimeter. Den regnigaste månaden är juni, med i genomsnitt 480 mm nederbörd, och den torraste är oktober, med 37 mm nederbörd.